# SIG MG 710-3通用機槍
SIG MG 710-3是一款由瑞士工業公司所研製和生產（現在由瑞士軍工所接手）的通用機槍，發射7.62×51毫米北約口徑步枪子彈。
由於瑞士軍隊已經採用由聯邦武器工廠（W+F，前稱：伯恩兵工廠）生產的7.5毫米口徑MG 51通用機槍（發射7.5×55毫米瑞士施密特-魯賓步槍子彈），該武器的原型槍經修改以後作為商業投資而研發並主要用於出口。

## 研發
1955年，瑞士工業公司開始研製SIG MG 710-3機槍（最初被命名為MG55，於1957年改稱為SIG MG 710），其設計受到了二戰後期納粹德國MG42的衍生型MG45（又稱：MG42V）所影響。這些努力的結果首先產生了SIG MG 710-1（適配發射6.5×55毫米瑞典子彈）和SIG MG 710-2（發射7.92×57毫米毛瑟子彈），而在1960年代中期完成最終生產版本的原型槍成為了SIG MG 710-3（7.62×51毫米北約標準口徑子彈）。目前這種武器已獲玻利維亞、文萊、智利、利比里亞和列支敦士登的武裝部隊所採用。直到1980年代初期，該機槍停止生產。

## 設計細節
SIG MG 710-3是一款全自動、氣冷、彈鏈供彈、滾輪延遲反衝及開放槍栓式通用機槍。該機槍的槍機與採用短反沖方式（比如CETME和黑克勒&科赫（初期）所設計的武器）的其他現代武器設計不同在於它的是由三部分組成，包括具有兩個閉鎖滾柱的槍機頭、撞針套筒，以及與槍機頭伸縮式連接的槍機機框。當子彈已經上膛時，從複進彈簧而來自的彈簧壓力會向前推動槍機和支架組件；同時兩個閉鎖滾柱與凸輪表面接合，而其又將從外進入的滾輪從其壓縮行程位置帶動到槍管延伸部內部的凹槽當中。在發射時，槍機機框和撞針組件後座而退到後方，而固定的凸輪表面的幾何形狀結構會帶動滾輪向內解脫槍機後膛，並且增加撞針套筒相對於槍機退回後方的速度。隨著槍機以較慢的速度繼續向後運動，最後與尾部的撞擊會使撞針套筒復位（這種撞擊亦會使槍機減速）。
槍機組件內還包含彈簧式抽殼鈎，而槓桿式拋殼頂桿位於供彈機盤的底部。發射以後的彈殼會向下抛掉。該武器裝有撞針發射機構、只可全自動射擊的扳機組件和和十字螺栓型保險（「保險」位置時可鎖上槍機扣）。
SIG MG 710-3是從機匣的左側，藉由北約標準的M13可散式彈鏈（美国）或DM1不可散式彈鏈（德国）供彈，兩種彈鏈之間需要對供彈模塊交換若干部件以後才可換用。當在輕機槍的用途以下，彈鏈會被裝入有50發容量的金屬製單室彈鼓，並且附接到機匣的左側。（最先使用這供彈模式的是MG34通用機槍；附帶一提，MG 710-3卻沒有如MG34的75發非彈鏈式雙室彈鼓）供彈機構類似於FN MAG所使用的供彈機構（為MG42的供彈系統的簡化型版本），其通過撞針套筒的運動驅動的撥彈桿進行操作。在槍機組件的前後運動過程中，彈鏈分兩個階段供彈。
槍口的末端裝有開槽式消焰器的可快速更換式槍管，裝有一個固定式把手用以將它拆卸下來。該機槍使用三種類型的槍管，分為：輕型、重型（重機槍型）和特殊型（用於發射空包彈）。
該機槍裝有手槍握把、固定式槍托（金属或木材製造）、可拆卸式兩腳架和開放式機械瞄具（照門為弧形滑動式表尺，設置從100到1,200公尺，以每100公尺增量）。用作固地重機槍時，將該武器安裝在SIG L810三腳架以上使用。其為彈簧基座。底座的火綫高度可以在305—700毫米範圍內調節。基座的垂直水平火綫角度為平常50萬毫弧度、最大80萬毫弧度。折疊後的三腳架尺寸是820×460×270毫米，可背在背上。它也可安裝光學瞄準鏡（具有2.5倍的放大倍率）或夜視裝置（如1倍的红外線放大倍率）以後使用。

## 衍生型
- MG-55：原型。
- MG 710：基本型號。
- MG 710-1（MG-55-1）：試驗型號，發射6.5×55毫米瑞典子彈（英语：6.5×55mm）。
- MG 710-2（MG-55-2）：試驗型號，發射7.92×57毫米毛瑟子彈。
- MG 710-3（MG-55-3）：最終槍型，發射7.62×51毫米北約標準口徑子彈。

## 使用國
- 玻利维亚[1]
- [1]
- 智利[1]
- 利比里亚[1]
- 列支敦斯登：列支敦士登安全部隊[2]

## 資料來源
1. 1 2 3 4 5  Jones, Richard D.; Ness, Leland S. (编).  35th. Coulsdon: Jane's Information Group. 2009-01-27. ISBN 978-0-7106-2869-5.
2. 1 2   (PDF). Landespolizei.   [2012-06-18]. （原始内容存档 (PDF)于2018-12-26）.

- The Directory of the World's Weapons. Blitz Editions. 1996. ISBN 1-85605-348-2.

## 外部連結
- （英文）—Bellum.nu（页面存档备份，存于）
- （英文）—Modern Firearms—SIG MG 710（页面存档备份，存于）
- （英文）—MilitaryImages.Net（页面存档备份，存于）
- （简体中文）—D Boy Gun World（槍炮世界）—SIG 710系列机枪 （页面存档备份，存于）